# Anangu Pitjantjatjara Yankunytjatjara
Anangu Pitjantjatjara Yankunytjatjara is een Local Government Area (LGA) in Australië in de staat Zuid-Australië. Deze LGA wordt vooral bewoond door Aborigines, met name de volkeren Pitjantjatjara, Yankunytjatjara en Ngaanyatjarra. Anangu Pitjantjatjara Yankunytjatjara telt 2.230 inwoners. De hoofdplaats is Umuwa.